# Juan Jesús Posadas Ocampo
Juan Jesús kardinál Posadas Ocampo (10. listopadu 1926 Salvatierra, Guanajuato – 24. května 1993, Guadalajara, Jalisco) byl mexický římskokatolický biskup, 2. biskup tijuanský (1970–1982), 8. biskup cuernavacský (1982–1987) a 8. arcibiskup a metropolita guadalajarský (1987–1993). Mimo to byl též místopředsedou mexické biskupské konference a místopředsedou Rady latinskoamerických biskupských konferencí (1991–1993). Kardinálem jej učinil papež sv. Jan Pavel II. v roce 1991.

## Smrt
24. května 1993 byl kardinál Posadas Ocampo společně s dalšími šesti lidmi zavražděn, když se jeho vůz stal na parkovišti u guadalajarského letiště terčem útoku většího počtu útočníků vyzbrojených automatickými zbraněmi. Jeho zavraždění vyvolalo velikou pozornost v Mexiku i ve světě.
Mexická vláda obvinila z jeho smrti mexické drogové kartely, proti nimž kardinál opakovaně kázal, mezi lidem a v opozičních kruzích ovšem získala velkou popularitu i teorie, že arcibiskupovo zavraždění zosnovala sama mexická vláda, s níž měl četné spory, mimo jiné díky připomínání památky mučedníků z doby povstání kristerů a kritice její sociální politiky.
Teorii o kartelové stopě podpořily později i úřady USA a několik lidí bylo odsouzeno za podíl na kardinálově zavraždění, ovšem spekulace o podílu vlády to nezastavilo. V roce 2000 případ nechal znovuotevřít prezident Vicente Fox.

## Posmrtné pocty
Pohřben byl ve své katedrále.